# مدازپام
مدازپام(به انگلیسی: Medazepam) داروییست از مشتقات بنزودیازپین. این ماده دارای خاصیت ضد اضطراب، ضد تشنج، آرام بخشی و شل کننده عضلات اسکلتی است. با نام‌های تجاری زیر شناخته می‌شود: Azepamid ،Nobrium ،Tranquirax , Rudotel ،Raporan ،Ansilan و Mezapam .  مدازپام یک بنزودیازپین با اثر طولانی مدت است. نیمه عمر مدازپام ۳۶–۲۰۰ ساعت است.